# Eteobalea klisieckii
Eteobalea klisieckii ist ein Schmetterling (Nachtfalter) aus der Familie der Prachtfalter (Cosmopterigidae).

## Merkmale
Die Falter erreichen eine Flügelspannweite von 25 Millimeter. Die Art ist sehr groß und ähnelt oberflächlich betrachtet Eteobalea teucrii. Die Tegulae sind hinten fahl goldfarben. Die Vorderflügel haben sehr große Costalflecke, die fast bis in die Flügelmitte reichen. Der zweite und dritte Fleck ist nahezu quadratisch. Am Flügelinnenrand befinden sich drei erhabene, fahl goldene Flecke. Der erste ist klein, liegt in der Nähe der Flügelbasis und einwärts des ersten Costalflecks. Der zweite befindet sich direkt gegenüber dem zweiten Costalfleck und erreicht diesen fast. Der dritte ist länglich und zeigt zur Innenseite des dritten Costalflecks. Ein kleiner, weiß umrandeter, fahl goldener Fleck befindet sich am Apex. Die Vorderflügelunterseiten glänzen gelblich grau. Die Hinterflügel sind weißlich grau und an der Costalader hellgrau.
Die Genitalarmatur der Männchen wurde bisher nicht beschrieben.
Bei den Weibchen ist das 8. Segment kurz und breiter als lang. Dorsal hat es eine V-förmige Sklerotisierung. Das Ostium ist halbkreisförmig. Das Sterigma ist sackförmig und verengt sich distal. Der Ductus bursae hat hinten einen sehr langen Fortsatz. Es sind zwei sichelförmige Signa ausgebildet, eines davon ist sehr klein.

## Verbreitung
Eteobalea klisieckii ist in Marokko beheimatet.

## Biologie
Die Biologie der Art ist unbekannt.

## Systematik
Aus der Literatur ist folgendes Synonym bekannt:
- Stagmatophora klisieckii Riedl, 1966

## Belege
1. 1 2 3 4 5  J. C. Koster, S. Yu. Sinev: Momphidae, Batrachedridae, Stathmopodidae, Agonoxenidae, Cosmopterigidae, Chrysopeleiidae. In: P. Huemer, O. Karsholt, L. Lyneborg (Hrsg.): Microlepidoptera of Europe. 1. Auflage. Band 5. Apollo Books, Stenstrup 2003, ISBN 87-88757-66-8, S. 144 (englisch).